# سه آرزو (فیلم)
سه آرزو (به انگلیسی: Three Wishes) فیلمی محصول سال ۱۹۹۵ و به کارگردانی مارتا کولیج است. در این فیلم بازیگرانی همچون پاتریک سوویزی، مری الیزابت ماسترانتونیو، جوزف مازلو، دیوید مارشال گرانت، دایان ونورا، مایکل اوکیف، جی او. ساندرس و دی بی سویینی ایفای نقش کرده‌اند.